# Aboubakar Kamara
Pour les articles homonymes, voir Kamara.
Ne doit pas être confondu avec Abubakar Kamara ou Boubacar Kamara.
Aboubakar Kamara, parfois surnommé AK-47, né le 7 mars 1995 à Gonesse, est un footballeur international mauritanien. Il évolue actuellement au poste d'avant-centre au Kanchanaburi Power (en).

## Biographie
Aboubakar Kamara naît le 7 mars 1995 à Gonesse, dans le Val-d'Oise, d'un père sénégalais et d'une mère mauritanienne. Originaire de la cité sensible de la Croix-Petit à Cergy, il commence à jouer au football dans le club de sa ville qui est le Cergy-Pontoise FC. Il intègre par la suite l'Entente Sannois Saint-Gratien. En 2011, il rejoint l'AS Monaco avec lequel, il fait ses débuts avec l'équipe réserve pendant la saison 2013-2014. Le 6 septembre 2014, il inscrit un quadruplé en CFA, lors d'un match contre l'US Le Pontet (victoire 5-1). Quelques jours plus tard, il joue son premier match de Ligue 1, en entrant en jeu contre l'Olympique lyonnais le 12 septembre.

### KV Courtrai
Après une saison prolifique avec la réserve monégasque, il s'engage en faveur du club belge du KV Courtrai.
Auteur de 12 apparitions en Jupiler League en 2015-2016 (seulement trois titularisations), il quitte le club au bout de six mois.

### Amiens SC
Il décide de s'engager à Amiens alors en National.
Le club est promu en Ligue 2 à l'issue de la saison. Le 26 novembre 2016, il inscrit un doublé en Ligue 2, contre le club de Brest (victoire 3-0).

### Fulham FC
Le 31 juillet 2017, il signe au Fulham FC pour un montant de 7 millions d'euros où il demande le no 47 en référence à l'AK-47.
Le 30 décembre 2017 et 2 janvier 2018, il inscrit ses deux premiers doublés en EFL Championship face à Hull City et Ipswich Town. Fulham finit troisième du championnat et parvient à se qualifier en Premier League en remportant les play-offs contre Aston Villa.
Kamara découvre la Premier League lors de la saison 2018-2019. Le 5 décembre 2018, il marque son premier but contre Leicester City (1-1). Il récidive trois jours plus tard sur penalty lors d'une défaite 4-1 face à Manchester United à Old Trafford. Le même mois, contre Huddersfield, Kamara décide de tirer un penalty à la place d'Aleksandar Mitrović, le tireur habituel, et le rate. Le match est finalement remporté par Fulham grâce à un but de Mitrović. Ce geste est mal vu par les supporters ainsi que les observateurs alors que Fulham lutte pour le maintien depuis le début de la saison. L'entraîneur des Cottagers Claudio Ranieri est furieux après le joueur, affirmant : « J'ai dit à Kamara de laisser la balle à Mitrović, c'est lui qui tire les penalties. C'est incroyable, il ne m'a pas respecté, ni le club, l'équipe et le public. Je lui ai parlé, ce n'est pas bien. Je voulais le tuer ». Après ce match, Kamara est victime d'insultes racistes sur les réseaux sociaux et reçoit le soutien du club qui se dit prêt à prendre des sanctions contre les responsables.
En janvier 2019, Kamara est suspendu indéfiniment par Fulham après une rixe avec un membre du club au centre d'entraînement qui a entraîné son arrestation.

#### Prêt en Turquie (Yeni Malatyaspor)
Le 31 janvier 2019, il est prêté au Yeni Malatyaspor avec une option d'achat de quinze millions d'euros. Le 6 février, il dispute son premier match en remplaçant Thievy Bifouma durant une victoire 1-0 contre le Göztepe SK en Coupe de Turquie. Le 26 mai, Kamara marque son unique but en Süper Lig lors d'une défaite 1-2 contre le Bursaspor. Il clôt son passage au Malatyaspor avec un but en treize matchs.
Kamara revient à Fulham après ce prêt turc peu convaincant alors que le club vient d'être relégué en Championship.

#### Prêt en France (Dijon FCO)
Il se fait de nouveau prêter, cette fois-ci en France, à Dijon, en deuxième partie de saison 2020-21.
Il est suspendu 2 matchs (+1 en sursis) après un carton rouge direct face au RC Lens lors de la 26e journée de Ligue 1 (défaite 2-1 des siens).
Il ouvre son compteur lors de la dernière journée, face à Saint-Etienne, et permet à son équipe déjà reléguée de conclure la saison par une victoire 1-0.
Il retourne à Fulham à l'issue de la saison puisque son prêt ne comportait pas d'option d'achat.

### Aris Salonique
Le 17 août 2021, Kamara s'engage pour quatre saisons en faveur de l'Aris Salonique. Le transfert est estimé 3,5 millions d'euros, soit la recrue la plus onéreuse de l'histoire du club grec.

## Sélection nationale
Aboubakar Kamara reçoit sa première convocation avec l'équipe de Mauritanie en mars 2021 pour les cinquième et sixième journées des éliminatoires pour la Coupe d’Afrique des nations 2021.
Après un match nul (0-0) contre le Maroc lors de sa première sélection, il marque son premier but lors de sa deuxième sélection contre la République centrafricaine, qualifiant dans le même moment les Mourabitounes pour la prochaine CAN. Il dispute sa première compétition internationale lors de la Coupe d'Afrique des nations 2021. En décembre 2023, il est retenu dans la liste des vingt-cinq joueurs mauritaniens sélectionnés par Amir Abdou pour disputer la Coupe d'Afrique des nations 2023.